# 1868 in Zwitserland
Dit artikel beschrijft het verloop van 1868 in Zwitserland.

## Ambtsbekleders
De Bondsraad was in 1868 samengesteld als volgt:
| Naam | Naam                         | Partij    | Kanton       | Functie                                                                   |
| ---- | ---------------------------- | --------- | ------------ | ------------------------------------------------------------------------- |
|      | Jakob Dubs                   | radicalen | Zürich       | Bondspresident in 1868; hoofd van het Departement van Politieke Zaken     |
|      | Emil Welti                   | radicalen | Aargau       | Vicebondspresident in 1868; hoofd van het Departement van Militaire Zaken |
|      | Jean-Jacques Challet-Venel   | radicalen | Genève       | Hoofd van het Departement van Posterijen                                  |
|      | Melchior Josef Martin Knüsel | radicalen | Luzern       | Hoofd van het Departement van Justitie en Politie                         |
|      | Wilhelm Matthias Naeff       | radicalen | Sankt Gallen | Hoofd van het Departement van Handel en Douane                            |
|      | Victor Ruffy                 | radicalen | Vaud         | Hoofd van het Departement van Financiën (vanaf 1 januari 1868)            |
|      | Karl Schenk                  | radicalen | Bern         | Hoofd van het Departement van Binnenlandse Zaken                          |

De Bondsvergadering werd voorgezeten door:
| Naam | Naam              | Partij              | Kanton       | Functie                                                            |
| ---- | ----------------- | ------------------- | ------------ | ------------------------------------------------------------------ |
|      | Simon Kaiser      | linkse radicalen    | Solothurn    | Voorzitter van de Nationale Raad (van 6 juli tot 23 december 1868) |
|      | Arnold Otto Aepli | gematigde liberalen | Sankt Gallen | Voorzitter van de Kantonsraad (van 6 juli tot 23 december 1868)    |

## Gebeurtenissen

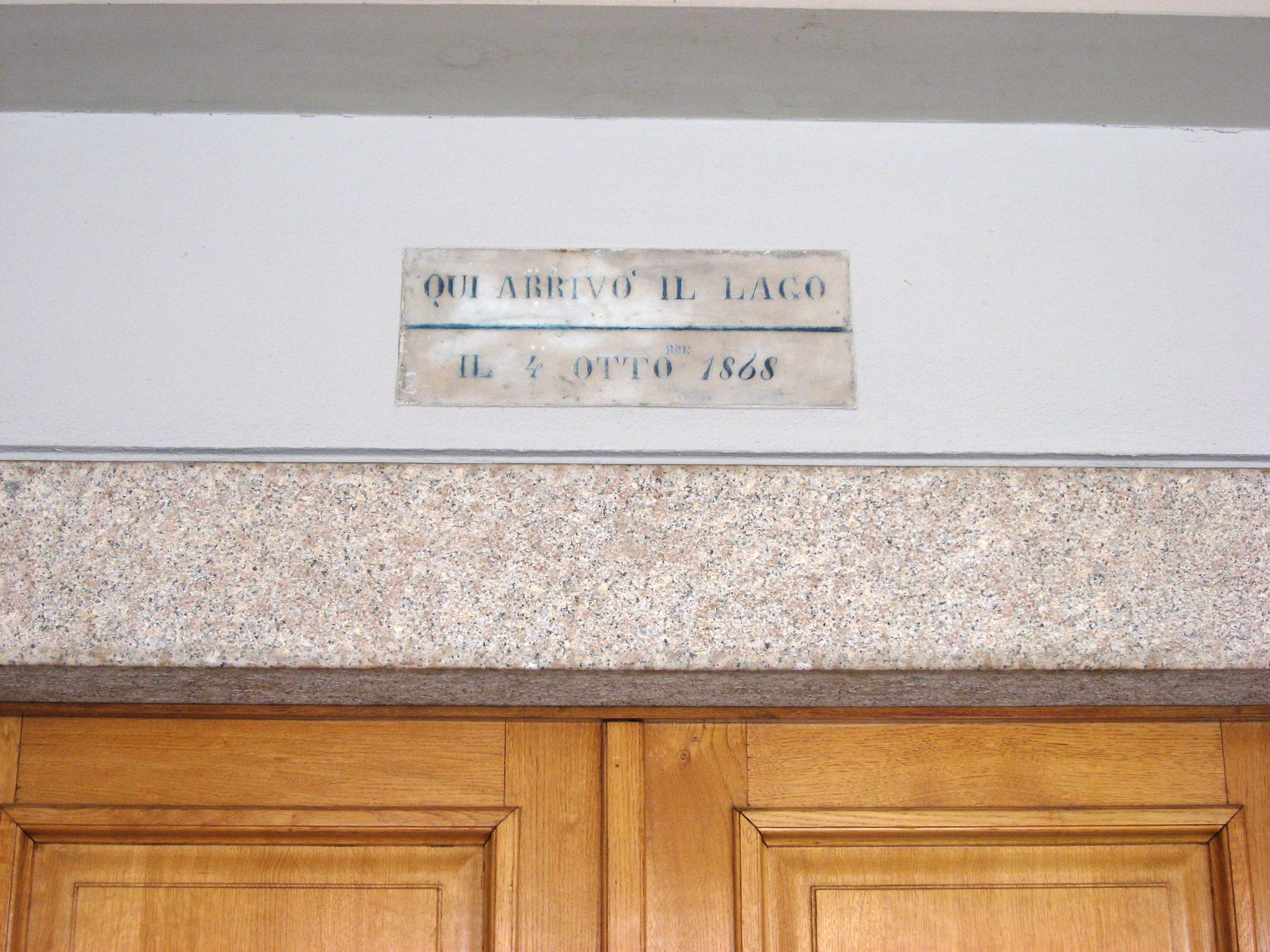
Aanduiding van het waterpeil tijdens de overstromingen van 1868 in Locarno (kanton Ticino).

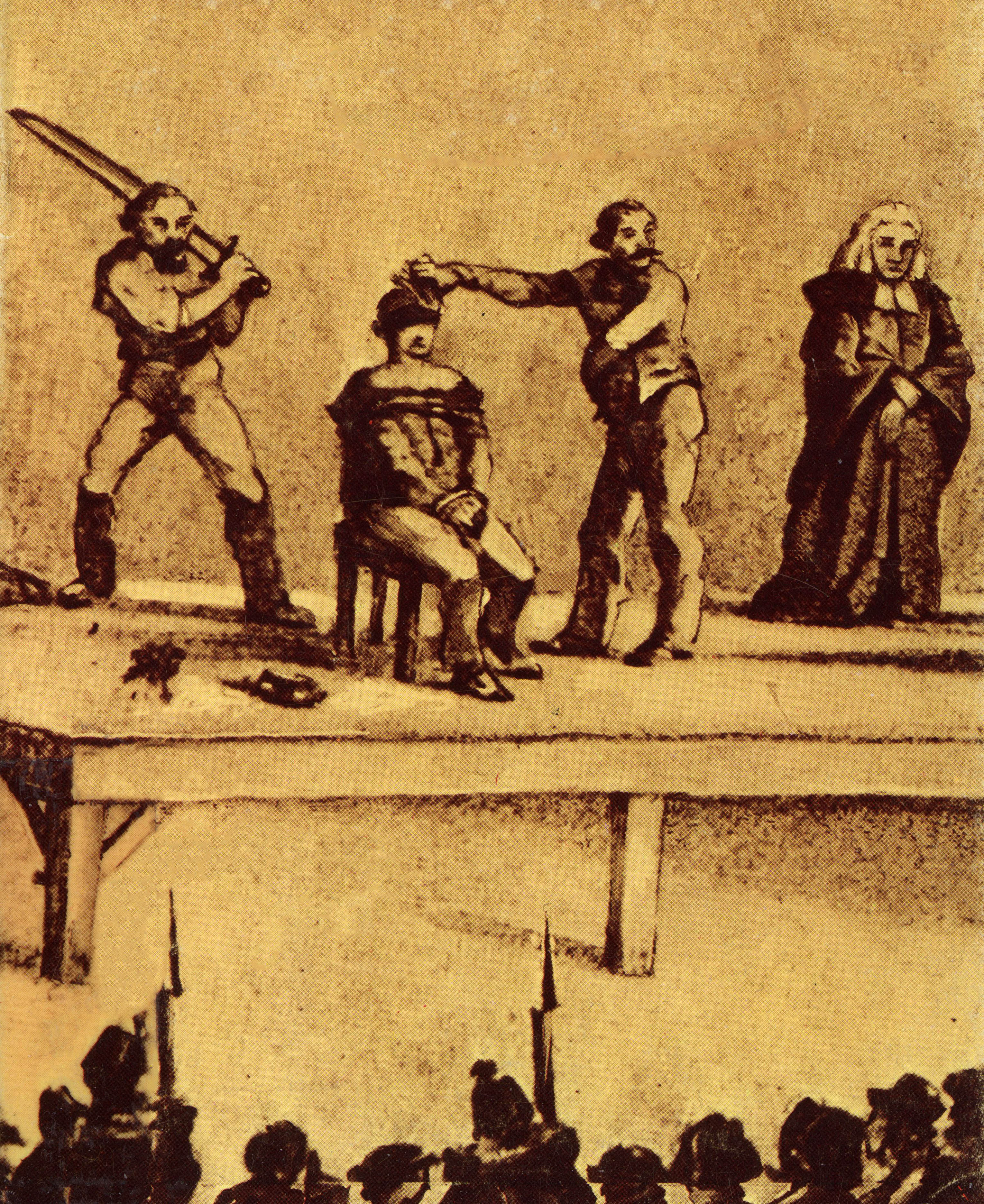
Executie van Héli Freymond, de laatste ter dood veroordeelde in de geschiedenis van het kanton Vaud.

- Het Zwitserse horlogemerk International Watch Company wordt opgericht.

### Januari
- 5 januari: De eerste uitgave van de krant Feuille religieuse et nationale wordt uitgegeven. Later zou deze krant Le Courrier worden.
- 10 januari: In Moudon wordt Héli Freymond terechtgesteld. Hij is de laatste ter dood veroordeelde crimineel in het kanton Vaud.

### Maart
- 23 maart: in Genève breekt een arbeidersstaking uit. De stakers eisen een minimumloon en een beperking van de arbeidsduur naar maximaal 10 uur per dag. Na vier weken van sociaal conflict werden de eisen van de arbeiders ingewilligd.

### Augustus
- 21 augustus: In Bellinzona (kanton Ticino) gaan de jaarlijkse gymnastiekfeesten van start.

### September
- 6 september: De spoorlijn tussen Sion en Sierre (kanton Wallis) wordt in gebruik genomen.
- 21 september: De Liga van Vrede en Vrijheid organiseert een tweede conferentie in Bern.
- 27 september: Overvloedige regenval veroorzaakt overstromingen in de kantons Graubünden, Sankt Gallen, Ticino, Uri en Wallis. Er vallen 60 doden en verschillende woningen worden verwoest.

### November
- 14 november: In Lausanne (kanton Vaud) verschijnt de krant La Revue voor het eerst, die later La Nouvelle Revue de Lausanne zou worden.

## Geboren
- 25 januari: Hermann Ferdinand Hitzig, jurist, hoogleraar en rechtshistoricus (overl. 1911)
- 2 maart: Edmund Schulthess, politicus en lid van de Bondsraad (overl. 1944)
- 17 maart: René de Saussure, esperantist en wiskundige (overl. 1943)
- 28 maart: Cuno Amiet, kunstschilder (overl. 1961)
- 28 april: Hélène de Pourtalès, zeilster, olympisch kampioene (overl. 1945)
- 1 juni: Sophie van Merenberg, edeldame (overl. 1927)
- 15 juli: Antoinette de Weck-de Boccard, kunstschilderes (overl. 1956)
- 24 juli: Max Buri, kunstschilder (overl. 1915)
- 28 juli: Leonhard Ragaz, predikant en facifist (overl. 1945)
- 6 september: Heinrich Häberlin, politicus en lid van de Bondsraad (overl. 1947)
- 27 oktober: Henri Simon, politicus (overl. 1932)
- 24 december: Jules Jacot-Guillarmod, arts, alpinist en fotograaf (overl. 1925)

## Overleden
- 27 februari: Maximilien de Meuron, kunstschilder (geb. 1785)
- 11 maart: Samuel Schwarz, advocaat en politicus (geb. 1814)
- 11 april: Andreas Heusler, jurist (geb. 1802)
- 17 juni: Jean-Louis Rieu, militair en politicus (geb. 1788)
- 17 augustus: Johannes Jakob, politicus (geb. 1804)
- 25 augustus: Charlotte Birch-Pfeiffer, Duitse actrice die ook in Zwitserland actief was (geb. 1800)
- 18 september: Wolfgang Killias, spoorwegingenieur, -bestuurder en -ambtenaar (geb. 1795)
- 30 oktober: Anna Eynard-Lullin, diplomate en filantrope (geb. 1793)
- 12 december: Alexandre-Félix Alméras, kunstschilder en politicus (geb. 1811)
- 15 december: Xavier Gottofrey, advocaat, rechter, hoogleraar en politicus (geb. 1802)

1848
· 1849
· 1850
· 1851
· 1852
· 1853
· 1854
· 1855
· 1856
· 1857
· 1858
· 1859
· 1860
· 1861
· 1862
· 1863
· 1864
· 1865
· 1866
· 1867
· 1868
· 1869
· 1870
· 1871
· 1872
· 1873
· 1874
· 1875
· 1876
· 1877
· 1878
· 1879
· 1880
· 1881
· 1882
· 1883
· 1884
· 1885
· 1886
· 1887
· 1888
· 1889
· 1890
· 1891
· 1892
· 1893
· 1894
· 1895
· 1896
· 1897
· 1898
· 1899
· 1900
· 1901
· 1902
· 1903
· 1904
· 1905
· 1906
· 1907
· 1908
· 1909
· 1910
· 1911
· 1912
· 1913
· 1914
· 1915
· 1916
· 1917
· 1918
· 1919
· 1920
· 1921
· 1922
· 1923
· 1924
· 1925
· 1926
· 1927
· 1928
· 1929
· 1930
· 1931
· 1932
· 1933
· 1934
· 1935
· 1936
· 1937
· 1938
· 1939
· 1940
· 1941
· 1942
· 1943
· 1944
· 1945
· 1946
· 1947
· 1948
· 1949
· 1950
· 1951
· 1952
· 1953
· 1954
· 1955
· 1956
· 1957
· 1958
· 1959
· 1960
· 1961
· 1962
· 1963
· 1964
· 1965
· 1966
· 1967
· 1968
· 1969
· 1970
· 1971
· 1972
· 1973
· 1974
· 1975
· 1976
· 1977
· 1978
· 1979
· 1980
· 1981
· 1982
· 1983
· 1984
· 1985
· 1986
· 1987
· 1988
· 1989
· 1990
· 1991
· 1992
· 1993
· 1994
· 1995
· 1996
· 1997
· 1998
· 1999
· 2000
· 2001
· 2002
· 2003
· 2004
· 2005
· 2006
· 2007
· 2008
· 2009
· 2010
· 2011
· 2012
· 2013
· 2014
· 2015
· 2016
· 2017
· 2018
· 2019
· 2020
· 2021
· 2022
· 2023